# William Golding
Sir William Gerald Golding (Newquay, 19 settembre 1911 – Perranarworthal, 19 giugno 1993) è stato uno scrittore e insegnante britannico.
Fu insignito del Premio Nobel per la letteratura nel 1983. Nel 2008, il Times lo ha inserito al terzo posto nella lista dei "50 più grandi scrittori britannici dal 1945".

## Biografia
Nacque in Cornovaglia in una famiglia costituita da un padre dirigente di una scuola elementare, seguace del movimento socialista e da una madre suffragetta. Nonostante questa atmosfera familiare, sin da piccolo manifestò una solida fede religiosa.
Golding proseguì gli studi all'Università di Oxford, dove studiò dapprima Scienze naturali, passando dopo due anni a Letteratura inglese. Nell'autunno del 1934 pubblicò la sua prima e unica raccolta di poesie, dal semplice titolo Poems.
Una volta ottenuta la laurea breve, nel 1935, si trasferì in una comunità religiosa, nella quale si accostò alle teorie del filosofo austriaco Rudolf Steiner attinenti all'antroposofia.
Lavorò per due anni come insegnante di inglese in una scuola elementare a sud di Londra, dove il pensiero di Steiner aveva una grande risonanza, e nel 1937 tornò a Oxford per completare gli studi. Successivamente si trasferì a Salisbury, dove insegnò in una scuola elementare e conobbe Ann Brookfield, un'attivista comunista che sposò l'anno successivo.
Nel settembre del 1940 nacque il loro primo figlio, David.
Trascorse i primi anni della guerra in parte in mare, arruolato in marina. Grazie alle teorie del nonno minatore elaborò peculiari concezioni sugli esplosivi, che pubblicò in un saggio. Le autorità militari lo invitarono ad entrare in un centro di ricerca per sviluppare le sue teorie che, però, non produssero risultati significativi. Golding ottenne successivamente il comando di una nave e in questo ruolo si mise in luce in varie manovre belliche e nello sbarco in Normandia.
Nel luglio del 1945 nacque la seconda figlia, Judith Diana, nel settembre lasciò la marina e tornò all'insegnamento, sempre a Salisbury.
Nel 1952 cominciò a scrivere un romanzo intitolato Strangers from Within, che spedì a diversi editori ottenendo solo risposte negative. Nel 1954 il romanzo venne pubblicato con il titolo Lord of the flies (Il signore delle mosche) dalla casa editrice Faber&Faber diretta da Thomas Stearns Eliot, che suggerì lui stesso il nuovo titolo, ispirandosi ad una metafora di Satana.  Il libro si riagganciò all'esperimento portato avanti da Golding nella sua scuola elementare, dove divideva gli alunni in due gruppi pronti a discutere su una questione del giorno, talvolta con un moderatore presente, in altre occasioni in piena libertà. Golding notò che, in assenza di un arbitro, spesso la discussione degenerava in rissa.
Nel 1962 abbandonò l'insegnamento per dedicarsi completamente alla scrittura, anche se ricevette la carica di visiting professor presso lo Hollins College in Virginia e da quel momento venne invitato dalle più prestigiose università britanniche.
Negli anni seguenti pubblicò diversi romanzi, anche se dal 1968 riscontrò dei problemi a scrivere, che descrisse in un diario apposito a partire dal 1971.
Nel 1982 gli fu conferita la laurea ad honorem alla Sorbona e l'anno seguente il Premio Nobel per la letteratura, motivato dalla sua capacità di descrivere efficacemente la condizione umana nel mondo contemporaneo, grazie ad una chiarezza narrativa realistica e all'universalità del mito. Nel 1988 fu nominato baronetto.
Nel dicembre del 1992 gli venne asportato un melanoma maligno sul volto e, la mattina del 19 giugno dell'anno seguente, morì a causa di un attacco cardiaco.

## La carriera letteraria
Tutta la carriera letteraria di William Golding fu segnata dall'enorme successo del suo primo romanzo, che suscitò anche qualche imbarazzo nell'autore, appassionato prevalentemente di opere teatrali e di poesie.
Il signore delle mosche si rivelò un romanzo a tesi, nel quale l'autore focalizzò il comportamento di un gruppo di studenti abbandonati su un'isola tropicale, a causa di un incidente aereo. Nonostante i primi accordi e comprensioni di gruppo di tipo democratizzante, le tensioni esplosero e i rapporti si deteriorano in modo definitivo e irrimediabile. Questa totale sfiducia nelle possibilità di convivenza pacifica dell'uomo fu ulteriormente aggravata dal fatto che anche i genitori dei ragazzi erano a loro volta in guerra. Il romanzo si risolse in un atto di accusa nei confronti della fiducia nella ragione, nel progresso e nella tecnologia, ma anche nei confronti del concetto del peccato e del male.
Il secondo romanzo, intitolato in italiano Il destino degli eredi del 1955, fu incentrato sulla vita comunitaria degli uomini di Neanderthal, vista attraverso il loro inconscio, dato che non erano ancora in grado di comunicare con un linguaggio verbale completo.
La folgore nera del 1956 non risultò molto dissimile all'opera prima, ed è basato sul naufragio di un marinaio che riesce solamente ad aggrapparsi ad uno scoglio e, nel poco tempo che ha a disposizione prima di morire, riflette sulla sua vita.
La caduta libera, del 1959, mostrò un rinnovamento stilistico e linguistico e qualche nuova tematica affrontata, anche se il protagonista sostanzialmente si pone alla ricerca di se stesso.
La guglia, del 1964, venne ambientato nel medioevo ed il protagonista, il decano di una cattedrale, è ossessionato dall'idea di realizzare una torre di altezza mai raggiunta. Il decano morirà comprendendo di aver tradito il suo rapporto con Dio.
La piramide, del 1967, descrisse le vicende di una cittadina di provincia accadute nel periodo intercorso tra le due guerre.
Dopo un periodo di assenza dal mondo letterario, Golding ritornò ad occuparsi delle sue tematiche preferite, come la violenza, la sopraffazione ed il mare, con i due romanzi intitolati L'oscuro visibile, del 1979, e Riti di passaggio, del 1980.
Ne Gli uomini di carta, pubblicato nel 1984, l'autore evidenziò una vena comica e grottesca, mentre negli ultimi due romanzi Calma di vento (1987) e Fuoco Sottocoperta (1989) Golding riprese i personaggi e l'ambiente di Riti di passaggio.

## Opere
- Poems (1934)
- Il signore delle mosche (The Lord of the Flies,1954), Martello, 1958
- Il destino degli eredi (The Inheritors, 1955), Martello 1958
- La folgore nera (Pincher Martin, 1956)
- Farfalla d'ottone (The Brass Butterfly, 1958)
- Caduta libera (Free Fall, 1959), Martello, 1959
- La guglia (The Spire, 1964), Martello, 1965
- The Hot Gates (1965)
- La piramide (The Pyramid, 1967), Rizzoli, 1968
- The Scorpion God (1971)
- L'oscuro visibile (Darkness Visible) (1979) - vincitore del James Tait Black Memorial Prize. Longanesi, 1984
- Riti di passaggio (Rites of Passage) (1980) Longanesi, 1982. Primo volume della trilogia Ai confini della Terra (To The Ends of the Earth) - vincitore del Man Booker Prize nel 1980
- A Moving Target (1982)
- Gli uomini di carta (The Paper Men, 1984), trad it. di Mario Biondi, Longanesi, 1986
- An Egyptian Journal (1985)
- Calma di vento (Close Quarters, 1987), trad. it. di Mario Biondi, Longanesi, 1988. Secondo volume della trilogia Ai confini della Terra (To The Ends of the Earth)
- Fuoco sottocoperta (Fire Down Below) (1989) Longanesi, 1990. Terzo volume della trilogia Ai confini della Terra (To The Ends of the Earth)
- La doppia voce (The Double Tongue, 1995, postumo), trad. it. di Mario Biondi, Corbaccio, 1996